# Улянди
Улянди́ (рос. Улянди, башк. Үләнде) — присілок (в минулому селище) у складі Абзеліловського району Башкортостану, Росія. Входить до складу Ташбулатовської сільської ради.
Населення — 82 особи (2010; 90 в 2002).
Національний склад:
- башкири — 75%